# Ūsiņš
Ūsiņš var ljusets och vårens gud inom litauisk mytologi. 
Han beskrivs också som hästarnas beskyddare. 